# La Roca (Muntanyola)
La Roca és una masia de Muntanyola (Osona) inclosa a l'Inventari del Patrimoni Arquitectònic de Catalunya.

## Descripció
Masia de planta rectangular coberta a dos vessants, de planta baixa, dos pisos i golfes. A la part de migdia hi ha un cos de dependències agrícoles que formen un call estret davant de la façana actual, la qual té un portal d'arc rebaixat i es troba paral·lel al carener.
Adossat a aquest cos i formant angle recte hi ha un cos de planta rectangular que en l’àmbit del primer pis ubica galeries, mentre que la part baixa és destinada al bestiar. És coberta a dues vessants.
L'estat de conservació és mitjà, ja que tant a l'interior com a l'exterior s'hi han fet reformes que desmereixen l'antiga estructura.
Construïda amb lleves de pedra i els elements de ressalt de pedra picada.

## Història
Segons el document de dotació de la parròquia de Muntanyola en motiu de la consagració de l'església realitzada el 12 de juliol de 1177, en Guillem Alfanec fou donant del cens del mas la Roca.
Trobem també esmentat en Roca en el fogatge de 1553 de la parròquia i terme de Muntanyola.
Segons les llindes del mas aquest fou cremat a la Guerra del Francès l'any 1809. A partir d'aleshores s'anà edificant en diverses etapes al llarg del segle xix.
Actualment ha perdut les funcions de masia i s'ha convertit en casa de colònies. La casa de colònies La Roca de Muntanyola està llogada pel Centre d'Esplai de Ca n'Aurell des del 1974.